# Giovanni di Dara
Giovanni di Dara (IX secolo – IX secolo) è stato un vescovo e scrittore siro.

## Biografia
Non si sa molto della sua vita. In compenso ci sono rimaste le sue opere, costituite da trattati di teologia scritti in lingua siriaca.
Ministro della Chiesa ortodossa siriaca, fu metropolita di Dara (oggi Oğuz), nei pressi di Mardin, nell'attuale Turchia. 
Fu contemporaneo di Dionisio di Tel Mahre († 845). Il quale, secondo quanto riportato da Gregorio Barebreo, si rivolse a Giovanni nella parte finale dei suoi Annali, lamentandosi delle proprie disgrazie e pregando per una morte prossima che lo liberasse dagli affanni.

## Opere
- Un commentario della Gerarchia celeste e della Gerarchia ecclesiastica di Pseudo-Dionigi l'Areopagita.
- Un trattato sulla resurrezione dei corpi, in quattro libri.
- Un trattato sull'eucaristia (in latino De oblatione).
- Un trattato sul sacerdozio, in quattro libri.
- Un trattato sull'anima.
- Un'anafora della liturgia della Chiesa ortodossa siriaca.

## Edizioni moderne
- Jean Sader (a cura di), La "De oblatione" de Jean de Dara, Corpus Scriptorum Christianorum Orientalium, vol. 308-309 (ser. Scriptores Syri, vol. 132-133), Lovanio, Peeters, 1970
- Baby Varghese (trad.), The Commentary of John of Dara on the Eucharist, ser. Moran Etho 12, Gorgias Press, 2011